# Uraria gossweileri
Uraria gossweileri är en ärtväxtart som beskrevs av Baker f.. Uraria gossweileri ingår i släktet Uraria och familjen ärtväxter. Inga underarter finns listade i Catalogue of Life.